# جام خیریه انگلستان ۲۰۰۸

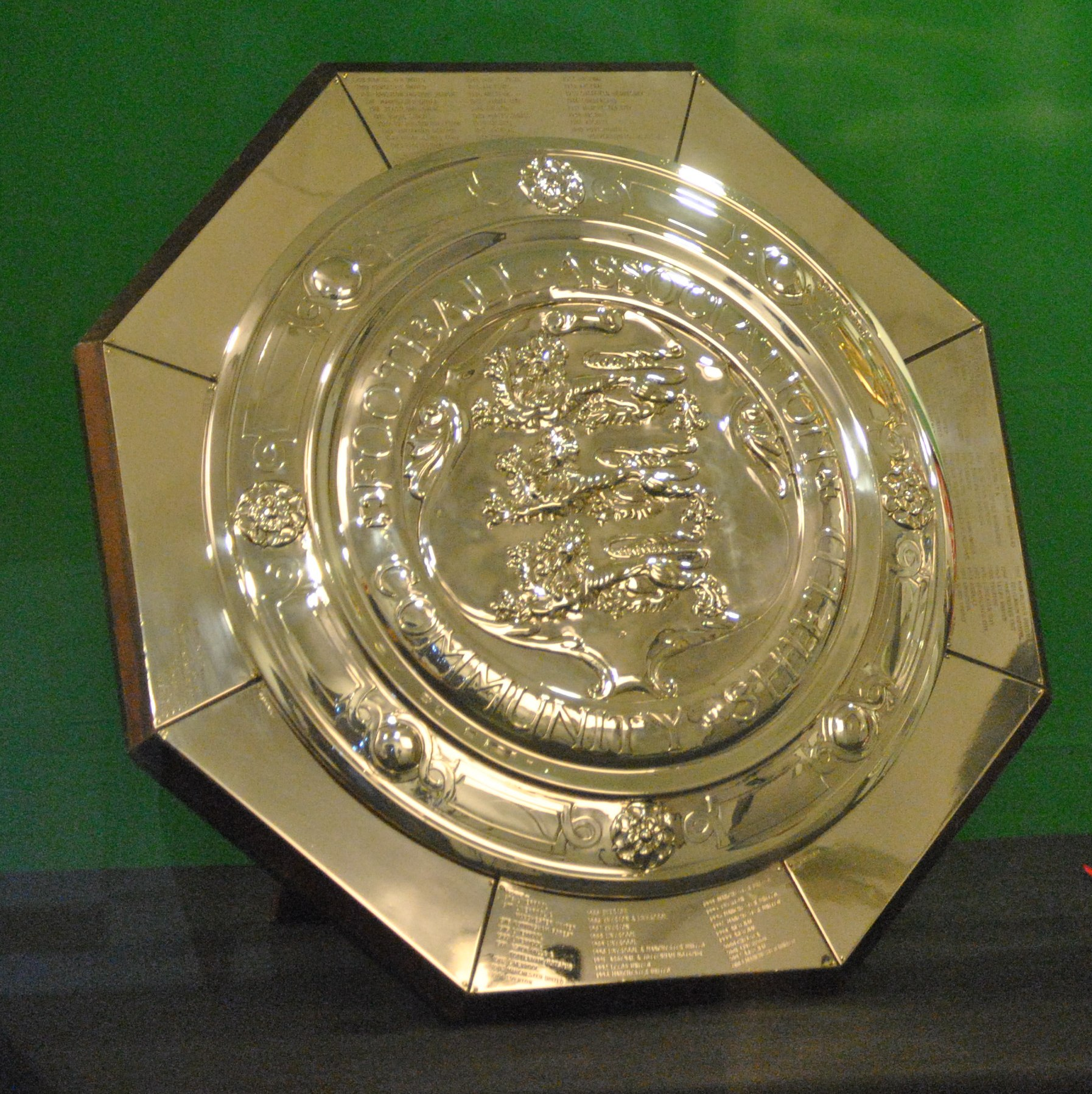
نمایی از کاپ قهرمانی جام خیریه انگلستان ۲۰۰۸

 جام خیریه انگلستان ۲۰۰۸ ، ۸۶امین رقابت سالانه مابین قهرمانان لیگ برتر انگلستان و جام حذفی فوتبال انگلستان است.
این مسابقه در تاریخ ۱۰ اوت ۲۰۰۸ مابین تیم‌های منچستر یونایتد و پورتس‌موث در ورزشگاه ومبلی لندن برگزار شده‌است. تیم منچستر یونایتد در این مسابقه در ضربات پنالتی ۳ بر ۱ به پیروزی دست یافت. این بازی در زمان قانونی بدون گل پایان یافته‌بود.

## جزئیات مسابقه
| منچستر یونایتد    | ۰ – ۰ | پورتس‌موث                      |
| ----------------- | ----- | ----------------------------- |
|                   | گزارش |                               |
| ضربات پنالتی      |       |                               |
| توز · گیگز · کریک | ۳ – ۱ | دیارا · دفو · موومبا · جانسون |